# Pagergunung (Bulu)
Pagergunung is een bestuurslaag in het regentschap Temanggung van de provincie Midden-Java, Indonesië. Pagergunung telt 2391 inwoners (volkstelling 2010).